# Daði Freyr
Daði Freyr Pétursson (Reikiavik, 30 de junio de 1992) es un cantante y compositor islandés. Se dio a conocer a nivel internacional por el éxito viral de «Think About Things», el tema que iba a representar a Islandia en el Festival de la Canción de Eurovisión 2020.

## Biografía
Nació en Reikiavik y pasó la mayor parte de su infancia en Dinamarca. Cuando tenía nueve años se mudó con su familia al sur de Islandia, estableciéndose en Ásahreppur.
Después de completar la secundaria en la Fjölbrautaskóli Suðurlands de Selfoss, en 2014 emigró a Berlín (Alemania) y obtuvo la licenciatura en Administración de Música y Producción de Audio en 2017.
Está casado con Árnýja Fjóla Ásmundsdóttir. Tuvieron una hija en 2019.

## Trayectoria musical

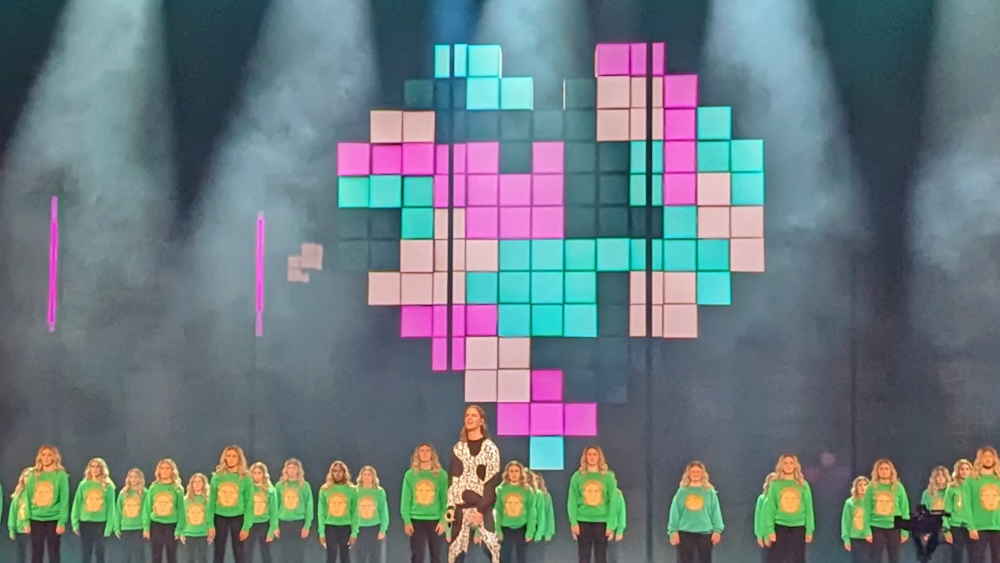
Daði Freyr, participante de Islandia en el Festival de la Canción de Eurovisión 2020 y 2021, actuando en el escenario en el ensayo general de la final del Festival de la Canción de Eurovisión 2023.

Daði mostró interés por la música desde pequeño, pues su padre trabajaba como técnico de sonido. En su adolescencia aprendió a tocar el piano, el bajo y la batería. Entre 2012 y 2014 formó parte de la banda indie RetRoBot, con la que ganó el premio anual Músíktilraunir (en español, «Experimento Musical») en 2012.
En 2017 se presentó a la preselección islandesa del Festival de Eurovisión junto a una banda de synth pop que había montado con su mujer Árnýja, su hermana Sigrún y unos amigos. El artista participó con el tema «Is this love?» («¿Esto es amor?»), que había compuesto para expresar lo que había sentido cuando conoció a la que sería su esposa. En aquella actuación el grupo saltó al escenario con suéteres verdes, retratos en pixel art y una actitud irónica que se ha convertido en su seña más característica. A pesar de que no estaba entre los favoritos para el triunfo, llegó hasta la final y quedó en segundo lugar por detrás de Svala.
Después del concurso, Daði continuó viviendo en Berlín, pero hizo varias colaboraciones para la televisión pública islandesa (RÚV), entre ellas un videoblog de sus vacaciones en Camboya.
En 2020 volvió a presentarse a la preselección islandesa de Eurovisión como Daði og Gagnamagnið con la canción «Gagnamagnið», traducida al inglés como «Think About Things» («Pensando en cosas»), cuya letra expresa sus sentimientos por el nacimiento de su hija. Semanas antes de la final, el videoclip en inglés se hizo viral después de que el actor Russell Crowe lo compartiese en redes sociales. «Think About Things» ganó la final con más de 118.000 votos y se convirtió en la canción de Islandia para el Festival de Eurovisión 2020 en Róterdam. Aunque Daði Freyr era uno de los favoritos para alzarse con el triunfo aquel año, la edición fue cancelada debido a la pandemia de enfermedad por coronavirus. No obstante, «Think About Things» resultó un éxito comercial a nivel europeo.
La televisión islandesa llegó a un acuerdo con Daði para que repitiese como representante de Islandia en el Festival de Eurovisión 2021. El tema elegido para la ocasión, «10 Years», fue presentado el 6 de marzo de 2021 y trata sobre su matrimonio. El tema alcanzó la cuarta posición en la Gran Final, con la única actuación pregrabada de la noche debido a un positivo por covid-19 del teclista del grupo. Es la tercera mejor posición de Islandia en el festival.

## Discografía

### Álbumes
| Título | Detalles                                                                                      |
| ------ | --------------------------------------------------------------------------------------------- |
| & Co.  | - Publicado: 12 de junio de 2019 - Formatos: CD, descarga digital - Discográfica: Samlist ehf |

### EPs
| Título      | Detalles                                                                                     |
| ----------- | -------------------------------------------------------------------------------------------- |
| Næsta Skref | - Publicado: 27 de octubre de 2017 - Formatos: CD, descarga digiral - Discográfica: Autónomo |
| Welcome     | - Publicado: 21 de mayo de 2021 - Formatos: descarga digital - Discográfica: AWAL            |

### Sencillos
| Título                                                          | Año  | Posición más alta | Posición más alta | Posición más alta | Posición más alta | Certificaciones | Álbum                    |
| Título                                                          | Año  | ISL               | IRL               | SUE               | RU                | Certificaciones | Álbum                    |
| --------------------------------------------------------------- | ---- | ----------------- | ----------------- | ----------------- | ----------------- | --------------- | ------------------------ |
| "Hvað með það"                                                  | 2017 |                   |                   |                   |                   |                 | Sencillos independientes |
| "Næsta skref"                                                   | 2017 |                   |                   |                   |                   |                 | Sencillos independientes |
| "Seinni Tíma Vandamál"                                          | 2018 |                   |                   |                   |                   |                 | Sencillos independientes |
| "Skiptir Ekki Máli"                                             | 2018 |                   |                   |                   |                   |                 | Sencillos independientes |
| "Allir Dagar Eru Jólin Með Þér"                                 | 2018 |                   |                   |                   |                   |                 | Sencillos independientes |
| "Heyri Ekki" (con Don Tox)                                      | 2019 |                   |                   |                   |                   |                 | & Co.                    |
| "Endurtaka Mig" (con Blaer)                                     | 2019 |                   |                   |                   |                   |                 | & Co.                    |
| "Ég Er Að Fíla Mig (Langar Ekki Að Hvíla Mig)"                  | 2019 |                   |                   |                   |                   |                 | Sencillo independiente   |
| "Gagnamagnið / Think About Things" (como "Daði og Gagnamagnið") | 2020 | 1                 | 3                 | 33                | 34                | - BPI: Plata    | Welcome                  |
| "Where We Wanna Be"                                             | 2020 |                   |                   |                   |                   |                 | Sencillos independientes |
| "Every Moment Is Christmas with You"                            | 2020 |                   |                   |                   |                   |                 | Sencillos independientes |
| "Feel the Love" (con Ásdís)                                     | 2021 | 18                |                   |                   |                   |                 | Welcome                  |
| "10 Years" (como "Daði og Gagnamagnið")                         | 2021 | 3                 |                   |                   |                   |                 | Welcome                  |